# Marcel Delhommeau
Vous lisez un « bon article » labellisé en 2023.
Pour les articles homonymes, voir Delhommeau.

a Compétitions nationales et continentales officielles uniquement.

b Matchs officiels uniquement.
Marcel Delhommeau, né le 26 avril 1913 à Nissan-lez-Enserune et mort le 8 juin 1993 à Montpellier, est un joueur de rugby à XV et de rugby à XIII international français évoluant au poste d'ailier en XV et d'ailier en XIII dans les années 1930.
Il commence par pratiquer le rugby à XV et dispute le championnat de l'Hérault et du Languedoc sous les couleurs de divers clubs régionaux dont le SNC Biterrois et le Stade piscenois. En 1936, suivant ses études de droit à Toulouse, il change de code de rugby et rejoint le SA Villeneuve en rugby à XIII. Rapidement considéré comme l'un des meilleurs ailiers du championnat de France, il remporte la Coupe de France en 1937 et prend part aux finales perdues du Championnat en 1938 et 1939 ainsi qu’à celle de la Coupe de France en 1938. Ses performances remarquées en club l'amènent à prendre part à une rencontre de l'équipe de France le 2 avril 1938 contre le pays de Galles dans le cadre de la Coupe d'Europe 1938. En 1939, la mobilisation pour la Seconde Guerre mondiale met un terme à sa carrière sportive.

## Biographie

### Jeunesse et mariage
Marcel Eugène Bernard Delhommeau naît le 26 avril 1913 à Nissan-lez-Enserune (Hérault) au domicile de ses parents. Son père, Jean Marius Édouard Delhommeau (1881-1916), né à Nissan-lez-Enserune, est coiffeur, et sa mère, Flore Élise Fauré, née à Monforte de Lemos en Espagne, repasseuse. Delhommeau a deux sœurs : Raymonde (1909-1998) et Marie (1915-1980). Son père meurt durant la Première Guerre mondiale à l'âge de 34 ans le 19 août 1916 à Sète par noyade en se portant au secours d'une fillette, alors qu’il est engagé dans la 16e section d'infirmiers militaires (SIM) au grade de soldat de 2e classe. Marcel Delhommeau est ainsi adopté par la nation par jugement du tribunal civil de Béziers en date du 5 juin 1919. Il se marie le 29 octobre 1942 avec Anne Marie Léone Delhommeau (1921-2014).

### Ailier réputé du Championnat du Languedoc en rugby à XV
Marcel Delhommeau joue au rugby à XV dans les années 1930 autour de son lieu de naissance. Il fréquente le club de sa ville, l'US Nissan, avant d'évoluer sous le maillot du SNC Biterrois. Il est un ailier réputé adroit et connaît alors des sélections dans l'équipe du Languedoc en rugby à XV.

### Départ pour le rugby à XIII et le SA Villeneuve en 1936
Marcel Delhommeau décide au cours de la période estivale de 1936 de changer de code de rugby en signant pour le Sport athlétique Villeneuve, il est alors âgé de 23 ans. Sélectionné auparavant dans l'équipe du Languedoc en rugby à XV, il jouit ainsi d'une solide réputation sur son aile avec son club du Stade piscenois. Son arrivée à Villeneuve-sur-Lot est en lien avec ses études pour obtenir une licence ès sciences à Toulouse. Prévue initialement le 4 octobre 1936, il dispute sa première rencontre dans le championnat de France de rugby à XIII fin octobre en raison de la difficulté de concilier pratique sportive et études à la faculté des sciences. Rapidement, il est considéré comme l'un des meilleurs ailiers en France et s'améliore de semaine en semaine lors de cette saison 1936-1937 avant qu'une coqueluche l'éloigne des terrains au cours de la saison, le privant de la finale de la Coupe de France en fin de saison. Ainsi, Villeneuve, amputé du départ de Max Rousié en début de saison et de nombreuses blessures émaillant son effectif, a des résultats irréguliers puisque le club termine à une modeste 7e  place en championnat. À contrario, le club réalise un beau parcours en Coupe de France et la remporte 12-6 face au XIII Catalan.

### 1937-1938: Delhommeau poursuit ses performances et devient international français
Composition de la France :
La saison 1937-1938 est du côté de Villeneuve un espoir de nouveau départ avec un effectif cette fois-ci au complet. Delhommeau reste titulaire sur son aile, poste sur lequel il se classe au-dessus de la concurrence en interne, et est souvent cité comme l'un des meilleurs joueurs au cours des rencontres qu'il dispute par la presse, qui loue ses « qualités certaines ». Avec son club de Villeneuve à domicile devant près de 18 000 spectateurs, il affronte au cours de la saison la grande équipe d'Australie, managée par Harry Sunderland, qui effectue une tournée dans l'hémisphère nord, le 29 janvier 1938. Le club de Villeneuve y est battu 3-26. Malgré cette lourde défaite, Delhommeau est cité parmi les meilleurs représentants de son équipe. Les matchs suivants en Championnat permettent à Delhommeau de poursuivre ses performances de grande qualité, réalisant entre autres un match abouti contre le Paris XIII le 13 mars 1938 avec quatre essais marqués. Vu comme étant l'un des hommes en forme, son nom est cité par le sélectionneur Jean Galia pour intégrer l'équipe de France pour la rencontre en Coupe d'Europe des nations contre l'Angleterre prévue le 20 mars 1938. En ballottage avec Raphaël Saris et Alexandre Salat, c'est ce dernier qui est finalement pris. Cela n'est que partie remise car la rencontre suivante contre le pays de Galles prévue le 2 avril 1938 amène Galia à effectuer un unique changement avec l'intégration de Delhommeau à la place de Salat, permettant ainsi à Marcel Delhommeau de connaître sa première sélection aux côtés de ses coéquipiers du SA Villeneuve Marius Guiral, Pierre Brinsolles, Henri Durand et Maurice Brunetaud. Cette rencontre internationale disputée au Stebonheath Park (en) de Llanelli au pays de Galles, qui constitue l'unique rencontre internationale que dispute Delhommeau dans sa carrière, se conclut par un sévère défaite 2-18, la blessure et la sortie d'Henri Sanz à la 30e minute alors que la France n'était menée que 2-3 n’ayant pas permis à la sélection française de croire en ses chances et à Delhommeau de démontrer l'étendue de son talent. La fin de saison avec le SA Villeneuve amène Delhommeau à disputer deux finales, la première en Coupe de France perdue 12-36 contre le Racing Club de Roanne de Jean Dauger et Max Rousié, la seconde en Championnat de France également perdue 3-8 contre le Racing Club albigeois de Jean-Marie Vignal au cours de laquelle Delhommeau marque les premiers points de la rencontre et l'unique essai des siens.

### Dernière saison en XIII avant le début de la Seconde Guerre mondiale

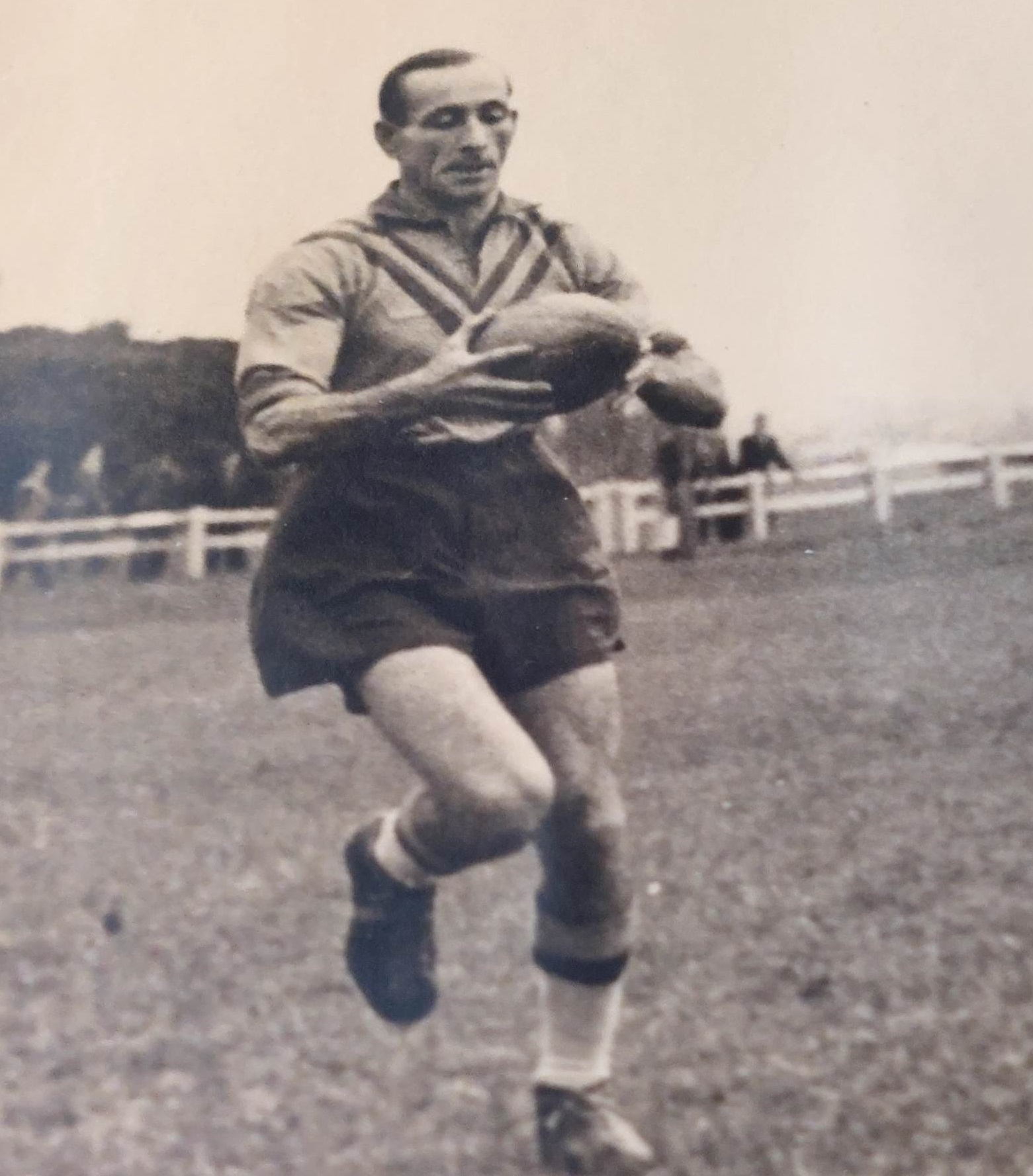
Marcel Delhommeau balle en main.

La saison 1938-1939 conduit Delhommeau à demander son transfert vers le nouveau club du Toulouse olympique XIII afin d'éviter ses longs trajets entre ses études toulousaines et Villeneuve-sur-Lot ; toutefois, ses obligations militaires le contraignent à retourner à Montpellier. Autorisé par Villeneuve à signer dans un club proche de chez lui, le Sporting Union cavaillonnais étant une possibilité, Delhommeau préfère rester au sein du SA Villeneuve pour la nouvelle saison. Il reste titulaire sur son aile toute la saison et continue de jouer en Championnat, Villeneuve étant un outsider solide pour le titre du Championnat. En demi-finale du Championnat, Villeneuve domine 20-9 le XIII Catalan de Perpignan dans une rencontre où Delhommeau marque un essai, et dispute la finale contre le RC Roanne. Devant près de 20 000 spectateurs, le SA Villeneuve perd une nouvelle fois une finale 0-9 dans un match terne avec une pluie battante durant toute la partie. Delhommeau, bien qu'il s'apprête à rempiler une nouvelle saison à Villeneuve, voit là sa dernière occasion de remporter le Championnat. La Seconde Guerre mondiale s'apprête en effet à démarrer avec une suspension du Championnat et l'appel de nombreux joueurs sous les drapeaux lors de la rentrée de septembre 1939, qui pour beaucoup met fin à leur carrière sportive, avant que le rugby à XIII soit frappé en 1940 d'une interdiction en France par le régime de Vichy. Caporal-chef dans le 81e régiment d'infanterie, Delhommeau est fait prisonnier de guerre en 1941 et détenu au Stalag VI-H.

### Mort
Marcel Delhommeau meurt le 8 juin 1993 à Montpellier.

## Palmarès
La partie palmarès ci-présente concerne sa partie de carrière en rugby à XIII. Il ne lui est pas connu de titres majeurs en rugby à XV, alors amateur, hormis des sélections dans l'équipe du Languedoc réunissant les meilleurs joueurs du comité du Languedoc.

### Rugby à XIII
- Collectif :
  - Vainqueur de la Coupe de France : 1937[Note 1],[7] (Villeneuve-sur-Lot).
  - Finaliste du Championnat de France : 1938[15] et 1939[18] (Villeneuve-sur-Lot).
  - Finaliste de la Coupe de France : 1938[14] (Villeneuve-sur-Lot).

#### Coupe d'Europe des nations
| Édition | Rang | Résultats France | Résultats Delhommeau | Matchs Delhommeau |
| ------- | ---- | ---------------- | -------------------- | ----------------- |
| 1938    | 3    | 0 v 0 n 2 d      | 0 v 0 n 1 d          | 1/2               |

#### Détails en sélection
| Matchs internationaux de Marcel Delhommeau | Matchs internationaux de Marcel Delhommeau | Matchs internationaux de Marcel Delhommeau | Matchs internationaux de Marcel Delhommeau | Matchs internationaux de Marcel Delhommeau | Matchs internationaux de Marcel Delhommeau | Matchs internationaux de Marcel Delhommeau | Matchs internationaux de Marcel Delhommeau | Matchs internationaux de Marcel Delhommeau | Matchs internationaux de Marcel Delhommeau | Matchs internationaux de Marcel Delhommeau | Matchs internationaux de Marcel Delhommeau |
|                                            | Date                                       | Adversaire                                 | Résultat                                   | Compétition                                | Poste                                      | Points                                     | Essais                                     | Pen.                                       | Drops                                      |                                            |                                            |
| ------------------------------------------ | ------------------------------------------ | ------------------------------------------ | ------------------------------------------ | ------------------------------------------ | ------------------------------------------ | ------------------------------------------ | ------------------------------------------ | ------------------------------------------ | ------------------------------------------ | ------------------------------------------ | ------------------------------------------ |
| sous les couleurs de la France             |                                            |                                            |                                            |                                            |                                            |                                            |                                            |                                            |                                            |                                            |                                            |
| 1                                          | 2 avril 1938                               | Pays de Galles                             | 2-18                                       | Coupe d'Europe                             | Ailier                                     | -                                          | -                                          | -                                          | -                                          |                                            |                                            |

#### Statistiques en club
| Saison  | Saison        | Championnat           | Championnat | Coupe           | Coupe      | Sélection | Sélection | Sélection | Sélection | Sélection | Sélection | Sélection |
| Saison  | Saison        | Comp.                 | Class.      | Comp.           | Class.     | Comp.     | M         | Pts       | Ess.      | Buts      | Dp.       |           |
| ------- | ------------- | --------------------- | ----------- | --------------- | ---------- | --------- | --------- | --------- | --------- | --------- | --------- | --------- |
| 1936-37 | SA Villeneuve | Championnat de France | 7e          | Coupe de France | Vainqueur  |           |           |           |           |           |           |           |
| 1937-38 | SA Villeneuve | Championnat de France | Finaliste   | Coupe de France | Finaliste  | CE        | 1         | 0         | 0         | 0         | 0         |           |
| 1938-39 | SA Villeneuve | Championnat de France | Finaliste   | Coupe de France | 1/4 finale |           |           |           |           |           |           |           |